# Constance Edjeani-Afenu
Constance Emefa Edjeani-Afenu (nacida Edjeani; 5 de marzo de 1960-24 de enero de 2022) fue una militar ghanesa, primera mujer en ostentar el rango de General de brigada en las Fuerzas Armadas de Ghana. También fue la primera mujer en ostentar el rango de Mayor general, aunque este ascenso lo recibió como reconocimiento póstumo.
Fue desplegada en varias misiones de paz de las Naciones Unidas, que incluyeron despliegues en Líbano (FINUL), Liberia (UNMIL) y la República Democrática del Congo (MONUSCO). También fue la consejera militar de la misión diplomática permanente de Ghana en Nueva York, adscrita a la embajada de Ghana en Washington D. C. (Estados Unidos).

## Biografía
Constance Emefa Edjeani nació en Vane, población de los Avatime (un subgrupo del Pueblo akan) en la Región del Volta en los últimos meses del Dominio británico mancomunado de Ghana.
Edjeani fue criada en Ho, capital de la región del Volta, como la sexta hija de un total de 10 hermanos, entre los que está su hermana menor, la actriz Akofa Edjeani Asiedu.

### Carrera militar
Constance Edjeani ingresó a las Fuerzas Armadas de Ghana, de las que su padre y dos hermanos mayores eran miembros, en 1978, siendo una de las dos únicas mujeres en el ingreso de ese año, la otra mujer abandonó las Fuerzas Armadas a las pocas semanas. Edjeani fue ordenada subteniente tras 18 meses de curso en la Academia Militar de Ghana. 
Entre 1994 y 1998, fue parte del batallón de Ghana presente en la Fuerza Provisional de las Naciones Unidas para el Líbano. En febrero de 1999, Edjeani, que ostentaba ya un título de mayor, fue ordenada oficial al mando de la Oficina de pago de las FF.AA., siendo nominalmente la primera mujer en recibir un cargo de oficial al mando.
En 2007 volvería a formar parte del batallón de Ghana en misión de paz de la ONU, siendo parte en esta ocasión de la Misión de las Naciones Unidas en la República Democrática del Congo. En 2009 volvería a participar en el batallón, en esta ocasión en la Misión de las Naciones Unidas en Liberia.
El 7 de marzo de 2016, Edjeani-Afenu recibió el ascenso a general de brigada, siendo la primera mujer en haber ocupado dicho rango en las Fuerzas Armadas de Ghana.
El Comando de las Naciones Unidas la nombró Comandante adjunta de la Misión de Naciones Unidas para el referéndum en el Sahara Occidental en septiembre de 2019, debiendo estar desplegada en el Sahara Occidental.

### Vida personal y muerte
Constance Edjeani se casó con el oficial militar Fred Afenu, cambiando su apellido a Edjeani-Afenu tras la boda. Tuvo tres hijos.
El 24 de enero de 2022, murió en el Hospital Militar 37 tras una breve enfermedad.

## Legado
Constance Edjeani-Afenu creó una organización sin ánimo de lucro conocida como «JaniGre» que suministra toallas sanitarias y productos de menstruación a las mujeres.
El 6 de septiembre de 2023, se publicó póstumamente la autobiografía de Edjeani-Afenu titulada en inglés: The Lady in Boots, lit. 'La dama con botas'. Fue presentado en un evento en los cuarteles generales de las Fuerzas Armadas de Ghana en Acra. Las memorias de le general contiene detalles de su vida, familia, carrera y fe. El libro también contiene reflexiones sobre la expectativa de la mujer en las FFAA ghanesas y la necesidad de la incorporación de la perspectiva de género.